# Liste des sites Ramsar au Liban
Cet article recense les zones humides du Liban concernées par la convention de Ramsar.

## Statistiques
La convention de Ramsar est entrée en vigueur au Liban le 16 août 1999.
En janvier 2020, le pays compte 4 sites Ramsar, couvrant une superficie de 10,75 km2.

## Liste
| Site                                         | Gouvernorat | Notes | Date          | Superficie (km²) | Altitude (m) | Identifiant Ramsar | Identifiant WDPA | Coordonnées                       | Photo |
| -------------------------------------------- | ----------- | ----- | ------------- | ---------------- | ------------ | ------------------ | ---------------- | --------------------------------- | ----- |
| Marais d'Aammiq                              | Bekaa       |       | 16 avril 1999 | 2,80             | 865          | 978                | 220043           | 33° 46′ 01″ nord, 35° 46′ 01″ est |       |
| Falaises Deir el Nouriyeh du Ras Chekaa (en) | Nord        |       | 16 avril 1999 | 0,00             | 0 - 208      | 979                | 220098           | 34° 18′ 00″ nord, 35° 40′ 59″ est |       |
| Plage de Tyr (en)                            | Sud         |       | 16 avril 1999 | 3,80             |              | 980                | 220099           | 33° 15′ 00″ nord, 35° 13′ 01″ est |       |
| Réserve naturelle des Îles du Palmier        | Nord        |       | 3 août 2001   | 4,15             | 1 - 12       | 1079               | 900592           | 34° 30′ 00″ nord, 35° 46′ 01″ est |       |